# Straža pri Novi Cerkvi
Straža pri Novi Cerkvi je naselje u slovenskoj Općini Vojniku. Straža pri Novi Cerkvi se nalazi u pokrajini Štajerskoj i statističkoj regiji Savinjskoj. 

## Stanovništvo
Prema popisu stanovništva iz 2002. godine naselje je imalo 45 stanovnika.